# 努尔·塔塔尔
努尔·塔塔尔·阿斯卡里（土耳其語：Nur Tatar Askari，1992年8月16日—）生于凡城，是一名土耳其女子跆拳道运动员，主攻67公斤级。她拥有库尔德血统。她曾效力于位于安卡拉的TSE体育俱乐部，后来她转至Ankara İller Bankası。她的教练是Cüneyt Gülçek。2017年，她与前伊朗国家跆拳道队成员Mehran Askari结婚。